# Jan Lambrichs
Jan Lambrichs (Maastricht, 21 giugno 1915 – Kerkrade, 28 gennaio 1990) è stato un ciclista su strada olandese.
Professionista dal 1936 al 1954 ha ottenuto i risultati più importanti alla Vuelta a España del 1946 che concluse al terzo posto, aggiudicandosi due tappe.

## Palmarès
- 1946

6ª tappa Vuelta a España (Siviglia > Granada)
10ª tappa Vuelta a España (Valencia > Castellón de la Plana, cronometro)
- 1948

7ª tappa Giro dei Paesi Bassi (Hulst > Rotterdam)
4ª tappa Tour de Romandie
- 1951

Tour des Trois Lacs
- 1952

Tour des Quatre Cantons

### Altri successi
- 1948

Campionati olandesi, Club
- 1949

Campionati olandesi, Club

## Piazzamenti

### Grandi giri
- Tour de France

1939: 8º
1949: ritirato (5ª tappa)
- Vuelta a España

1946: 3º

### Classiche
- Giro delle Fiandre

1940: 14º
- Parigi-Roubaix

1951: 41º
- Liegi-Bastogne-Liegi

1939: 37º
1945: 16º
1952: 34º

### Competizioni mondiali
- Campionato del mondo

Valkenburg 1948 - In linea: ritirato